# 神山智洋
神山智洋（日语：／ Kamiyama Tomohiro，1993年7月1日—）是日本偶像、演員兼藝人。傑尼斯事務所所屬，組合「WEST.」的成員之一。

## 簡歷
日本兵庫縣出生，血型A型，於2004年2月加入傑尼斯事務所，在2018年2月28日播出的《TOKIOカケル》節目中，提及當年甄選是在TOKIO於大阪城HALL的演唱會中為Love Love Manhattan 一曲伴舞。其後，在傑尼斯Jr.組成組合「關西BOY'S」，後來與中山優馬及藤井流星組成「TOP Kids」活動。2007年8月加入Hey! Say! 7 WEST（於2010年改名為7 WEST）。
在2014年4月23日以「Johnny's WEST」成員身分CD出道。最初並不在出道成員之列，後來在成員直接向社長談判之後，在2014年2月公演的舞台劇《なにわ侍 ハロー東京!!》中，宣佈與藤井流星及濱田崇裕共同加入組合出道，在組合中代表顏色是綠色。
五歲開始學習舞蹈，懂彈吉他。出道前曾在工地打工過。考慮到工地的工作，他考取了挖土機的駕照。本身擅長料理以及做家事。在「ジャニーズWEST LIVE TOUR 2017 なうぇすと」演唱會中在〈King of Chance〉一曲中吹奏小號。在2018年1月發售的專輯《WESTival》中，收錄了其作曲作詞編舞的〈Evoke〉。在2018年12月發行的專輯《WESTV》中，收錄了由其負責作曲作詞的 <We are WEST>，以及由其編舞的 <Drift!!>。他擅長模仿，以模仿《3年B組金八先生》的「金八先生」而有名。在2019年為關西小傑尼斯提供樂曲〈GAME OF LOVE〉，一手包辦作曲作詞編舞。
是關西傑尼斯8的後輩兼粉絲，在2015年2月19日播出的《VS嵐》節目中，提及尊敬的前輩是關西傑尼斯8的錦戶亮，而且與關西傑尼斯8的安田章大非常友好，經常獲其送贈衣服。在2018年2月28日播出的《TOKIOカケル》中，提及受共演《名奉行﹗遠山的金四郎》的前輩松岡昌宏的照顧。
於2020年10月3日TBS電視台播放的「全明星感謝祭」贏得總合優勝，獲得100萬日圓奬勵。
2023年12月25日，開設個人Instagram。

## 演出
只列出以個人身份的演出，以組合名義的演出參考Johnny's WEST。

### 電視劇
- DRAMATIC-J リバーサイド入口 第一話「できるだけうごきたくない」（2008年6月9日、關西電視台）
  - DRAMATIC-J 僕らのミラクルサマー8（2008年8月4日・11日、關西電視台）：飾 淳史
- 武士轉校生 〜吾等武士之道〜（2009年3月28日、關西電視台）：飾 稲葉知己
- DRAMADA-J いつかの友情部、夏（2009年9月10日・17日・24日、關西電視台）：飾 寺脇浩平
- 誰也不知道的J學園 パラレル・スケッチ（2010年6月9日、關西電視台）：飾 竹內章太
- 翼喲！那是戀愛的明燈（2012年2月12日、關西電視台）：飾 山下敏夫
- SHARK（2014年1月12日 - 3月30日、日本電視台）：飾 足立哲平
  - SHARK〜2nd Season〜（2014年4月20日 - 7月13日、日本電視台）：飾 足立哲平
- Again（2014年7月21日 - 9月22日、MBS）：飾
- 新春時代劇「信长燃烧」（2016年1月2日、東京電視台）：飾 森長隆
- 大貧乏（2017年1月8日 - 3月12日、富士電視台）：飾 木暮祐人[5]
- 名奉行﹗遠山的金四郎（2017年9月25日・2018年8月13日、TBS）：飾 小柴弦之介[6]
- CHEAT 詐欺師們請注意（2019年10月10日、讀賣電視台・日本電視台）：飾 神谷零士 (第二集客席演出）[7]
- 組成搖滾樂團的正確方法（2020年4月20日 - 6月22日、日本電視台）：主演・赤川哲馬（與藤井流星雙主演)[8]
- 白暮的编年史（2024年3月1日 - 5月17日、WOWOW）：主演・雪村魁

### 網路劇
- 爆炎轉校生 REBORN（2017年11月10日開始播放、Netflix）：主演・神山駆（與Johnny's WEST成員共同主演）[9]
- 翱翔於天際的夜鷹（2018年8月1日開始播放、Netflix）：主演・水木公史郎（與重岡大毅雙主演）[10]

### 電影
- 宿舍Fes！〜最後的七不思議〜（2012年3月31日）：飾 遠山克己
- 傑尼斯忍者來訪！通往未來的戰爭（2014年6月7日）：飾 西之忍者・ソラ

### 舞台劇
- PLAYZONE'07 Change2Chance（2007年9月1日 - 7日、梅田藝術劇場）：飾
- DREAM BOYS（2008年4月4日 - 16日、梅田藝術劇場）[11]
- World's Wing 翼 Premium 2008（2008年8月6日 - 16日、大阪松竹座）[11]
- 少年たち 〜格子なき牢獄〜（2011年9月5日 - 29日、日生劇場）※8月大阪松竹座公演は7 WESTとして出演
- 瀧澤歌舞伎2012（2012年4月8日 - 5月6日、日生劇場）
- Blood Brothers（2015年2月14日 - 2月28日、東京・新橋演舞場、3月4日 - 15日、大阪松竹座）：主演・（與桐山照史雙主演）
- SHINKANSEN☆R ｢Vamp Bamboo burn〜ヴァン･バン･バーン〜｣（2016年8月5日 - 7日、長野Santomyuze / 8月17日 - 9月18日、赤坂ACT Theater / 10月7日 - 9日、富山AUBADE HALL / 10月19日 - 31日、大阪Festival Hall）：飾 蛍太郎
- 奧賽羅（2018年9月2日 - 26日、新橋演舞場）：飾 伊阿古（今井翼的代役）[12]
- 組成搖滾樂團的正確方法 夏（2020年8月9日 - 30日、東京Globe座 / 9月2日 - 8日、梅田藝術劇場）：主演・赤川哲馬（與藤井流星雙主演）[13]
- LUNGS（2021年11月3日 - 9日、サンケイホールブリーゼ / 12月5日 - 23日、東京環球劇場）：主演
- 幽霊はここにいる（2022年12月8日 - 26日、PARCO劇場 / 2023年1月11日 - 16日、森ノ宮ピロティホール）：主演・深川啓介

### 廣告
- 大阪瓦斯「『とあるマチの物語』系列」（2020年3月 - ） - 與重岡大毅、中間淳太共同演出[14]

## 作品
| 年   | 曲名                     | 收錄單曲、專輯                | JASRAC 作品編號 | 備考                                        |
| ---- | ------------------------ | ----------------------------- | --------------- | ------------------------------------------- |
| 2015 | Lovely Xmas              | Lucky7                        | 501-1551-1      | 與重岡大毅Unit曲                            |
| 2018 | Evoke                    | WESTival                      | 233-5507-7      | 作詞・作曲・編舞                            |
| 2018 | GOD DAMN                 | WESTival                      | 1L3-9597-1      | 與濱田崇裕Unit曲                            |
| 2018 | We are WEST!!!!!!!       | WESTV!                        | 241-7380-1      | 作詞・作曲                                  |
| 2018 | Drift!!                  | WESTV!                        | 501-5352-8      | 編舞                                        |
| 2019 | GAME OF LOVE             | -                             | 244-4077-9      | 作詞・作曲・編舞 為關西小傑尼斯提供樂曲     |
| 2020 | Survival                 | W trouble                     | 252-2860-9      | 作詞・作曲・編舞                            |
| 2020 | ANS                      | 證據                          | 501-6922-0      | 作曲・與藤井流星共同作詞                    |
| 2020 | STRAY DOGS.              | -                             | 256-8319-5      | 作曲・作詞 為關西小傑尼斯Aぇ! group提供樂曲 |
| 2021 | KNOCK OUT                | rainboW                       | 260-5002-1      | SOLO曲（作詞・作曲）                        |
| 2021 | グッ‼︎とあふたぬ〜ん      | rainboW                       | 260-5012-9      | 作詞・作曲                                  |
| 2021 | Tomorrow                 | Something New                 | 743-9456-8      | 作詞・作曲                                  |
| 2022 | 微笑み一つ咲かせましょう | 黎明/我别无选择，只能继续前进 | 750-3962-1      | 編舞                                        |
| 2022 | Contrails                | Mixed Juice                   | 270-0351-5      | 作詞・作曲                                  |
| 2022 | セラヴィ                 | Mixed Juice                   | 270-0300-1      | 編舞                                        |
| 2023 | Strike a blow            | POWER                         | 281-2006-0      | 作詞・作曲                                  |
| 2023 | Mood                     | POWER                         | 1R8-0075-4      | 編舞                                        |

## 杂志连载
- 東京新聞通信社『MG』「神山智洋の音学〜E7(#9)〜」（2020年9月30日 NO.1 - ）

## 外部連結
- 神山智洋的Instagram帳戶（日語）
- 神山智洋在互联网电影资料库（IMDb）上的資料（英文）